# W-CDMA
W-CDMA (на английски: Wideband-Code Division Multiple Access), UMTS-FDD, UTRA FDD, или IMT-2000 CDMA Direct Spread е стандарт за безжичен обмен на информация, използван в мобилните 3G телекомуникационни мрежи. Много често се използва като синоним за UMTS. W-CDMA използва многократен достъп с кодово разделяне и директна последователност (DS-CDMA) и дуплекс с честотно деление (FDD) за постигане на по-високи скорости и поддържане на повече потребители. За сравнение в днешно време се използват многократен достъп с времево разпределение (TDMA) и дуплекс с времево деление (TDD).
Първата в света търговска W-CDMA услуга, FOMA, беше стартирана от NTT DoCoMo в Япония през 2001 г.
Въпреки несъвместимостта със съществуващите стандарти за въздушен интерфейс, късното въвеждане на тази 3G система, и въпреки високата цена за ъпгрейд на изграждане на изцяло нова технология на предавателя, W-CDMA бяха приети и разгърнати бързо, особено в Япония, Европа и Азия, и до края на 2006 г. са вече разположени в над 55 страни.